# Strawberry Milk
Strawberry Milk (hangul: 딸기우유) är en sydkoreansk duogrupp bildad år 2014 av Chrome Entertainment. Gruppen består av tvillingarna Choa och Way som båda två är medlemmar i tjejgruppen Crayon Pop.

## Karriär
Rykten om en undergrupp för Crayon Pop hade startat redan i maj 2014, och i september bekräftade till slut Chrome Entertainment att Crayon Pops första undergrupp med namnet Strawberry Milk, bestående av tvillingarna Choa och Way, skulle debutera i oktober. Chrome Entertainment hade ända sedan Crayon Pops debut haft planer på att någon gång skapa en tvillinggrupp bestående av de två medlemmarna.
Under början av oktober 2014 släpptes teaserbilder inför släppet av gruppens debutsingel och debutalbum. Den 10 oktober släpptes den första videoteasern från musikvideon tillhörande duons debutsingel med titeln "OK", innan hela musikvideon släpptes tillsammans med debutalbumet den 15 oktober. Skivan innehåller totalt fyra låtar vilka förutom huvudsingeln är "Feel So Good", "Hello" och "Let Me Know". Den sista låten är dessutom skriven av Way själv. Albumet med titeln The 1st Mini Album nådde åttonde plats på den nationella albumlistan Gaon Chart. De började marknadsföra sin debutsingel i musikprogram som M! Countdown på Mnet den 16 oktober och Music Bank på KBS den 17 oktober. Ytterligare en musikvideo som fokuserar på danskoreografin till "OK" släpptes den 18 oktober. Den 20 oktober höll duon sitt allra första evenemang där de skrev autografer till fans.
Under slutet av december 2014 medverkade Strawberry Milk, samt Crayon Pop, vid SBS Awards Festival 2014 i Seoul. Choa och Way har under 2015 och 2016 spelat in ett par låtar tillsammans som inte är en del av Strawberry Milk.

## Medlemmar
| Artistnamn   | Artistnamn | Födelsenamn  | Födelsenamn | Födelsedatum |
| Romanisering | Hangul     | Romanisering | Hangul      | Födelsedatum |
| ------------ | ---------- | ------------ | ----------- | ------------ |
| Choa         | 초아       | Heo Min-jin  | 허민진      | 12 juli 1990 |
| Way          | 웨이       | Heo Min-seon | 허민선      | 12 juli 1990 |

## Diskografi

### Album
| Albuminformation                             | Topplacering          |
| Albuminformation                             | Sydkorea (Gaon Chart) |
| -------------------------------------------- | --------------------- |
| The 1st Mini Album - Släppt: 15 oktober 2014 | 8                     |

### Singlar
| År   | Titel | Topplacering          |
| År   | Titel | Sydkorea (Gaon Chart) |
| ---- | ----- | --------------------- |
| 2014 | "OK"  | 93                    |